# 18e étape du Tour d'Espagne 2022
Pour un article plus général, voir Tour d'Espagne 2022.
La 18e étape du Tour d'Espagne 2022 se déroule le jeudi 8 septembre 2022 de Trujillo à l'Alto de Piornal dans la commune de Piornal (Estrémadure), sur une distance de 192 km.

## Parcours
Dans la seconde moitié de son parcours, cette étape de montagne franchit l'Alto de la Desesperá, un col de 2e catégorie, avant de rejoindre deux fois le village d'altitude de Piornal par des cols différents. La première ascension de l'Alto de Piornal se fait par le côté est en passant par le Monasterio de San Jeronimo de Yuste. Longue de 13,5 km, elle présente une pente moyenne de 5 % et est répertoriée comme col de première catégorie. Le sommet et le premier passage à Piornal se situent à 41 km du terme de l'étape. Après la descente et une boucle par le sud, la seconde montée vers Piornal emprunte la face ouest de la montagne depuis la vallée du Rio Jerte en passant par le village de Valdastillas avec une catégorie, une distance et une déclivité similaires à la première ascension.

## Déroulement de la course
Issus d’un important groupe de 42 échappés qui a compté jusqu'à 9 minutes d'avance sur le peloton, Richard Carapaz (Ineos Grenadiers), Thibaut Pinot (Groupama-FDJ), Élie Gesbert (Arkéa-Samsic), Robert Gesink (Jumbo-Visma), Sergio Higuita (Bora-Hansgrohe) et Hugh Carthy (EF Education) franchissent en tête l’Alto de Piornal lors du premier passage. Pris dans une chute peu après le départ, le maillot à pois Jay Vine (Alpecin) doit abandonner. Un groupe de contre-attaque comprenant notamment João Almeida (UAE Emirates) se détache du peloton mais ne parvient pas à revenir sur le groupe de tête. Dans les premières rampes (à 12 km de l'arrivée) de la seconde ascension de ce même col mais grimpé par l'autre face, Gesbert part seul à l'attaque mais il est repris 3 km plus loin par Gesink qui, à son tour, s'isole en tête de la course à 6 km du sommet. Dans le peloton devenu groupe maillot rouge, Enric Mas (Movistar) essaie de décramponner Remco Evenepoel (Quick-Step Alpha Vinyl) mais le maillot rouge répond avec facilité aux différentes attaques de son dauphin espagnol sans vouloir poursuivre son effort puis accélère à son tour pour rejoindre le groupe Almeida. Toutefois, l'avance de Gesink fond et le Néerlandais est repris aux 400 mètres par le duo Evenepoel-Mas finalement sorti du groupe de chasse. Remco Evenepoel place une attaque aux 200 mètres et remporte légèrement détaché une deuxième victoire dans cette Vuelta.

## Résultats

### Classement de l'étape
| \| Classement de l'étape \| Classement de l'étape \| Classement de l'étape \| Classement de l'étape \| Classement de l'étape \| \| Coureur \| Coureur \| Pays \| Équipe \| Temps \| \| --------------------- \| --------------------- \| --------------------- \| ---------------------- \| --------------------- \| \| 1er \| Remco Evenepoel \| Belgique \| Quick-Step Alpha Vinyl \| 4 h 05 min 17 s \| \| 2e \| Enric Mas \| Espagne \| Movistar Team \| + 2 s \| \| 3e \| Robert Gesink \| Pays-Bas \| Jumbo-Visma \| + 2 s \| \| 4e \| Jai Hindley \| Australie \| Bora-Hansgrohe \| + 13 s \| \| 5e \| Thymen Arensman \| Pays-Bas \| Team DSM \| + 13 s \| \| 6e \| Thibaut Pinot \| France \| Groupama-FDJ \| + 13 s \| \| 7e \| Ben O'Connor \| Australie \| AG2R Citroën Team \| + 13 s \| \| 8e \| Juan Ayuso \| Espagne \| UAE Team Emirates \| + 13 s \| \| 9e \| Miguel Ángel López \| Colombie \| Astana Qazaqstan Team \| + 13 s \| \| 10e \| João Almeida \| Portugal \| UAE Team Emirates \| + 13 s \| |                    |           |                        |                 |
| |                    |           |                        |                 |
| Source : ProCyclingStats |                    |           |                        |                 |
| Classement de l'étape |                    |           |                        |                 |
| Coureur | Coureur            | Pays      | Équipe                 | Temps           |
| 1er | Remco Evenepoel    | Belgique  | Quick-Step Alpha Vinyl | 4 h 05 min 17 s |
| 2e | Enric Mas          | Espagne   | Movistar Team          | + 2 s           |
| 3e | Robert Gesink      | Pays-Bas  | Jumbo-Visma            | + 2 s           |
| 4e | Jai Hindley        | Australie | Bora-Hansgrohe         | + 13 s          |
| 5e | Thymen Arensman    | Pays-Bas  | Team DSM               | + 13 s          |
| 6e | Thibaut Pinot      | France    | Groupama-FDJ           | + 13 s          |
| 7e | Ben O'Connor       | Australie | AG2R Citroën Team      | + 13 s          |
| 8e | Juan Ayuso         | Espagne   | UAE Team Emirates      | + 13 s          |
| 9e | Miguel Ángel López | Colombie  | Astana Qazaqstan Team  | + 13 s          |
| 10e | João Almeida       | Portugal  | UAE Team Emirates      | + 13 s          |

## Classements à l'issue de l'étape

### Classement général
| \| Classement général \| Classement général \| Classement général \| Classement général \| Classement général \| \| Coureur \| Coureur \| Pays \| Équipe \| Temps \| \| ------------------ \| ------------------ \| ------------------ \| ---------------------- \| ------------------ \| \| 1er \| Remco Evenepoel \| Belgique \| Quick-Step Alpha Vinyl \| 69 h 59 min 12 s \| \| 2e \| Enric Mas \| Espagne \| Movistar Team \| + 2 min 07 s \| \| 3e \| Juan Ayuso \| Espagne \| UAE Team Emirates \| + 5 min 14 s \| \| 4e \| Miguel Ángel López \| Colombie \| Astana Qazaqstan Team \| + 5 min 56 s \| \| 5e \| Carlos Rodríguez \| Espagne \| Ineos Grenadiers \| + 6 min 49 s \| \| 6e \| João Almeida \| Portugal \| UAE Team Emirates \| + 7 min 14 s \| \| 7e \| Thymen Arensman \| Pays-Bas \| Team DSM \| + 8 min 09 s \| \| 8e \| Ben O'Connor \| Australie \| AG2R Citroën Team \| + 9 min 34 s \| \| 9e \| Rigoberto Urán \| Colombie \| EF Education-EasyPost \| + 9 min 56 s \| \| 10e \| Jai Hindley \| Australie \| Bora-Hansgrohe \| + 12 min 03 s \| |                    |           |                        |                  |
| |                    |           |                        |                  |
| Source : ProCyclingStats |                    |           |                        |                  |
| Classement général |                    |           |                        |                  |
| Coureur | Coureur            | Pays      | Équipe                 | Temps            |
| 1er | Remco Evenepoel    | Belgique  | Quick-Step Alpha Vinyl | 69 h 59 min 12 s |
| 2e | Enric Mas          | Espagne   | Movistar Team          | + 2 min 07 s     |
| 3e | Juan Ayuso         | Espagne   | UAE Team Emirates      | + 5 min 14 s     |
| 4e | Miguel Ángel López | Colombie  | Astana Qazaqstan Team  | + 5 min 56 s     |
| 5e | Carlos Rodríguez   | Espagne   | Ineos Grenadiers       | + 6 min 49 s     |
| 6e | João Almeida       | Portugal  | UAE Team Emirates      | + 7 min 14 s     |
| 7e | Thymen Arensman    | Pays-Bas  | Team DSM               | + 8 min 09 s     |
| 8e | Ben O'Connor       | Australie | AG2R Citroën Team      | + 9 min 34 s     |
| 9e | Rigoberto Urán     | Colombie  | EF Education-EasyPost  | + 9 min 56 s     |
| 10e | Jai Hindley        | Australie | Bora-Hansgrohe         | + 12 min 03 s    |

| Classement par points | Classement par points | Classement par points | Classement par points  | Classement par points |
| Coureur               | Coureur               | Pays                  | Équipe                 | Points                |
| --------------------- | --------------------- | --------------------- | ---------------------- | --------------------- |
| 1er                   | Mads Pedersen         | Danemark              | Trek-Segafredo         | 349 pts               |
| 2e                    | Fred Wright           | Royaume-Uni           | Bahrain Victorious     | 149 pts               |
| 3e                    | Marc Soler            | Espagne               | UAE Team Emirates      | 133 pts               |
| 4e                    | Remco Evenepoel       | Belgique              | Quick-Step Alpha Vinyl | 123 pts               |
| 5e                    | Enric Mas             | Espagne               | Movistar Team          | 107 pts               |
| 6e                    | Danny van Poppel      | Pays-Bas              | Bora-Hansgrohe         | 92 pts                |
| 7e                    | Pascal Ackermann      | Allemagne             | UAE Team Emirates      | 86 pts                |
| 8e                    | Lawson Craddock       | États-Unis            | BikeExchange-Jayco     | 64 pts                |
| 9e                    | Jesús Herrada         | Espagne               | Cofidis                | 62 pts                |
| 10e                   | Kaden Groves          | Australie             | BikeExchange-Jayco     | 60 pts                |

| Classement par points | Classement par points | Classement par points | Classement par points  | Classement par points |
| Coureur               | Coureur               | Pays                  | Équipe                 | Points                |
| --------------------- | --------------------- | --------------------- | ---------------------- | --------------------- |
| 1er                   | Mads Pedersen         | Danemark              | Trek-Segafredo         | 349 pts               |
| 2e                    | Fred Wright           | Royaume-Uni           | Bahrain Victorious     | 149 pts               |
| 3e                    | Marc Soler            | Espagne               | UAE Team Emirates      | 133 pts               |
| 4e                    | Remco Evenepoel       | Belgique              | Quick-Step Alpha Vinyl | 123 pts               |
| 5e                    | Enric Mas             | Espagne               | Movistar Team          | 107 pts               |
| 6e                    | Danny van Poppel      | Pays-Bas              | Bora-Hansgrohe         | 92 pts                |
| 7e                    | Pascal Ackermann      | Allemagne             | UAE Team Emirates      | 86 pts                |
| 8e                    | Lawson Craddock       | États-Unis            | BikeExchange-Jayco     | 64 pts                |
| 9e                    | Jesús Herrada         | Espagne               | Cofidis                | 62 pts                |
| 10e                   | Kaden Groves          | Australie             | BikeExchange-Jayco     | 60 pts                |

| Classement de la montagne | Classement de la montagne | Classement de la montagne | Classement de la montagne | Classement de la montagne |
| Coureur                   | Coureur                   | Pays                      | Équipe                    | Points                    |
| ------------------------- | ------------------------- | ------------------------- | ------------------------- | ------------------------- |
| 1er                       | Richard Carapaz           | Équateur                  | Ineos Grenadiers          | 45 pts                    |
| 2e                        | Enric Mas                 | Espagne                   | Movistar Team             | 25 pts                    |
| 3e                        | Thymen Arensman           | Pays-Bas                  | Team DSM                  | 23 pts                    |
| 4e                        | Robert Stannard           | Australie                 | Alpecin-Deceuninck        | 21 pts                    |
| 5e                        | Marc Soler                | Espagne                   | UAE Team Emirates         | 20 pts                    |
| 6e                        | Remco Evenepoel           | Belgique                  | Quick-Step Alpha Vinyl    | 19 pts                    |
| 7e                        | Jimmy Janssens            | Belgique                  | Alpecin-Deceuninck        | 17 pts                    |
| 8e                        | Miguel Ángel López        | Colombie                  | Astana Qazaqstan Team     | 16 pts                    |
| 9e                        | Thibaut Pinot             | France                    | Groupama-FDJ              | 13 pts                    |
| 10e                       | Jesús Herrada             | Espagne                   | Cofidis                   | 11 pts                    |

| Classement de la montagne | Classement de la montagne | Classement de la montagne | Classement de la montagne | Classement de la montagne |
| Coureur                   | Coureur                   | Pays                      | Équipe                    | Points                    |
| ------------------------- | ------------------------- | ------------------------- | ------------------------- | ------------------------- |
| 1er                       | Richard Carapaz           | Équateur                  | Ineos Grenadiers          | 45 pts                    |
| 2e                        | Enric Mas                 | Espagne                   | Movistar Team             | 25 pts                    |
| 3e                        | Thymen Arensman           | Pays-Bas                  | Team DSM                  | 23 pts                    |
| 4e                        | Robert Stannard           | Australie                 | Alpecin-Deceuninck        | 21 pts                    |
| 5e                        | Marc Soler                | Espagne                   | UAE Team Emirates         | 20 pts                    |
| 6e                        | Remco Evenepoel           | Belgique                  | Quick-Step Alpha Vinyl    | 19 pts                    |
| 7e                        | Jimmy Janssens            | Belgique                  | Alpecin-Deceuninck        | 17 pts                    |
| 8e                        | Miguel Ángel López        | Colombie                  | Astana Qazaqstan Team     | 16 pts                    |
| 9e                        | Thibaut Pinot             | France                    | Groupama-FDJ              | 13 pts                    |
| 10e                       | Jesús Herrada             | Espagne                   | Cofidis                   | 11 pts                    |

| Classement du meilleur jeune | Classement du meilleur jeune | Classement du meilleur jeune | Classement du meilleur jeune | Classement du meilleur jeune |
| Coureur                      | Coureur                      | Pays                         | Équipe                       | Temps                        |
| ---------------------------- | ---------------------------- | ---------------------------- | ---------------------------- | ---------------------------- |
| 1er                          | Remco Evenepoel              | Belgique                     | Quick-Step Alpha Vinyl       | 69 h 59 min 12 s             |
| 2e                           | Juan Ayuso                   | Espagne                      | UAE Team Emirates            | + 5 min 14 s                 |
| 3e                           | Carlos Rodríguez             | Espagne                      | Ineos Grenadiers             | + 6 min 49 s                 |
| 4e                           | João Almeida                 | Portugal                     | UAE Team Emirates            | + 7 min 14 s                 |
| 5e                           | Thymen Arensman              | Pays-Bas                     | Team DSM                     | + 8 min 09 s                 |
| 6e                           | Gino Mäder                   | Suisse                       | Bahrain Victorious           | + 47 min 06 s                |
| 7e                           | José Félix Parra             | Espagne                      | Equipo Kern Pharma           | + 53 min 51 s                |
| 8e                           | Sergio Higuita               | Colombie                     | Bora-Hansgrohe               | + 1 h 00 min 36 s            |
| 9e                           | Edoardo Zambanini            | Italie                       | Bahrain Victorious           | + 1 h 12 min 00 s            |
| 10e                          | Clément Champoussin          | France                       | AG2R Citroën Team            | + 1 h 16 min 41 s            |

| Classement du meilleur jeune | Classement du meilleur jeune | Classement du meilleur jeune | Classement du meilleur jeune | Classement du meilleur jeune |
| Coureur                      | Coureur                      | Pays                         | Équipe                       | Temps                        |
| ---------------------------- | ---------------------------- | ---------------------------- | ---------------------------- | ---------------------------- |
| 1er                          | Remco Evenepoel              | Belgique                     | Quick-Step Alpha Vinyl       | 69 h 59 min 12 s             |
| 2e                           | Juan Ayuso                   | Espagne                      | UAE Team Emirates            | + 5 min 14 s                 |
| 3e                           | Carlos Rodríguez             | Espagne                      | Ineos Grenadiers             | + 6 min 49 s                 |
| 4e                           | João Almeida                 | Portugal                     | UAE Team Emirates            | + 7 min 14 s                 |
| 5e                           | Thymen Arensman              | Pays-Bas                     | Team DSM                     | + 8 min 09 s                 |
| 6e                           | Gino Mäder                   | Suisse                       | Bahrain Victorious           | + 47 min 06 s                |
| 7e                           | José Félix Parra             | Espagne                      | Equipo Kern Pharma           | + 53 min 51 s                |
| 8e                           | Sergio Higuita               | Colombie                     | Bora-Hansgrohe               | + 1 h 00 min 36 s            |
| 9e                           | Edoardo Zambanini            | Italie                       | Bahrain Victorious           | + 1 h 12 min 00 s            |
| 10e                          | Clément Champoussin          | France                       | AG2R Citroën Team            | + 1 h 16 min 41 s            |

| Classement par équipes | Classement par équipes             | Classement par équipes | Classement par équipes |
| Équipe                 | Équipe                             | Pays                   | Temps                  |
| ---------------------- | ---------------------------------- | ---------------------- | ---------------------- |
| 1re                    | UAE Team Emirates                  | Émirats arabes unis    | 209 h 11 min 25 s      |
| 2e                     | Ineos Grenadiers                   | Royaume-Uni            | + 48 min 53 s          |
| 3e                     | Bahrain Victorious                 | Bahreïn                | + 1 h 11 min 54 s      |
| 4e                     | Movistar Team                      | Espagne                | + 1 h 13 min 20 s      |
| 5e                     | Bora-Hansgrohe                     | Allemagne              | + 1 h 22 min 24 s      |
| 6e                     | Astana Qazaqstan Team              | Kazakhstan             | + 1 h 27 min 21 s      |
| 7e                     | Jumbo-Visma                        | Pays-Bas               | + 1 h 55 min 05 s      |
| 8e                     | EF Education-EasyPost              | États-Unis             | + 1 h 56 min 14 s      |
| 9e                     | Intermarché-Wanty-Gobert Matériaux | Belgique               | + 2 h 03 min 38 s      |
| 10e                    | Groupama-FDJ                       | France                 | + 2 h 18 min 02 s      |

| Classement par équipes | Classement par équipes             | Classement par équipes | Classement par équipes |
| Équipe                 | Équipe                             | Pays                   | Temps                  |
| ---------------------- | ---------------------------------- | ---------------------- | ---------------------- |
| 1re                    | UAE Team Emirates                  | Émirats arabes unis    | 209 h 11 min 25 s      |
| 2e                     | Ineos Grenadiers                   | Royaume-Uni            | + 48 min 53 s          |
| 3e                     | Bahrain Victorious                 | Bahreïn                | + 1 h 11 min 54 s      |
| 4e                     | Movistar Team                      | Espagne                | + 1 h 13 min 20 s      |
| 5e                     | Bora-Hansgrohe                     | Allemagne              | + 1 h 22 min 24 s      |
| 6e                     | Astana Qazaqstan Team              | Kazakhstan             | + 1 h 27 min 21 s      |
| 7e                     | Jumbo-Visma                        | Pays-Bas               | + 1 h 55 min 05 s      |
| 8e                     | EF Education-EasyPost              | États-Unis             | + 1 h 56 min 14 s      |
| 9e                     | Intermarché-Wanty-Gobert Matériaux | Belgique               | + 2 h 03 min 38 s      |
| 10e                    | Groupama-FDJ                       | France                 | + 2 h 18 min 02 s      |

## Abandons
Quatre coureurs quittent la Vuelta lors de la 18e étape :
- Bruno Armirail (Groupama-FDJ) : non-partant
- Samuele Battistella (Astana Qazaqstan) : non-partant
- Jay Vine (Alpecin-Deceuninck) : abandon
- Quentin Pacher (Groupama-FDJ) : abandon